# Christopher Ostorodt
Christopher Ostorodt (Goslar, 1560 circa – Danzica, 8 agosto 1611) è stato un teologo tedesco.

## Biografia
Nacque a Goslar, figlio del pastore luterano Henning Ostorodt e di Caterina, figlia di un pastore. Fece i primi studi a Goslar e frequentò dal 1581 l'Università di Königsberg. Conclusi gli studi, si trasferì a Sluchow, in Pomerania, dove lavorò come precettore; ebbe contatti con dei sociniani, attivi nella vicina Polonia, che lo accolsero tra i Fratelli Polacchi, così che Ostorod prese parte al loro Sinodo, tenuto nel settembre del 1585 a Chmielnik, dove fu ribattezzato.
A causa della propaganda sociniana da lui fatta a Sluchow, perse il lavoro e fu costretto a trasferirsi prima a Danzica e poi a ritornare a Goslar, dove continuò la sua attività di proselitismo e convertì anche la madre Caterina, che intanto era rimasta vedova, le quattro sorelle e il fratello Johann. Le autorità cittadine non tollerarono una dottrina condannata per eresia, e, dato che Christopher aveva fatto in tempo a fuggire, arrestarono la madre, la quale fece pubblica abiura pur mantenendo intimamente le sue convinzioni unitariane. La madre e le sorelle poterono lasciare Goslar per essere accolte a Lublino dal sociniano Johann Balcerovicius, mentre Christopher e il fratello Johann si stabilirono dall'altro sociniano Andrew Lubieniecius, a Raków. Poco dopo, nel 1587, Christopher fu nominato maestro nella scuola di Chmielnik, succedendo a Pierre Statorius (Piotr Stoiński).
Dopo un breve trasferimento a Smigel, ottenne un incarico pastorale nella chiesa dei Fratelli Polacchi di Buskow, vicino a Danzica. Nel luglio del 1598, Ostorodt e l'amico Wojdowski si recarono in Olanda per diffondervi le dottrine unitariane presso i numerosi polacchi che studiavano nell'Università di Leiden. Qui conobbero lo studente Ernst Soner, futuro noto professore di medicina ad Altdorf, e lo convertirono. La loro attività non passò però inosservata: il 3 settembre 1598 le autorità della città decretarono l'espulsione dei due unitariani e il rogo dei loro libri. Essi non lasciarono subito l'Olanda e fecero stampare una loro difesa contro il provvedimento di espulsione e i motivi che lo aveva determinato.
Osterodt tornò a Buskow, pastore della locale chiesa unitariana. Si sa che era sposato e aveva almeno un figlio che portava il suo stesso nome; si dice anche che fosse irritabile e piuttosto rigido nell'interpretazione dottrinale, così da entrare più volte in conflitto con altri confratelli: è nota la sua opposizione alla dottrina secondo la quale i precetti di Cristo e degli apostoli non fossero tutti necessari per la salvezza, ma un Sinodo, appositamente convocato a Lublino, il 12 ottobre 1610 gli diede torto. Offeso della decisione, pensò per un momento di lasciare la comunità ma poi si scusò, sottomettendosi alla decisione dell'Assemblea.

## Scritti
- Confessione sull'unico Dio Padre, sul figlio nostro Signore Gesù Cristo e sullo Spirito Santo, con note e commenti sulla confessione di Gesù Cristo di Caspar Schwenckfeld, ca 1589
- Discussione con Gerolamo Powodowski sul solo Dio, su Cristo Signore, figlio di Dio, e sul battesimo degli adulti, 1592
- Discussione con Georg Tradeln sulla divinità di Cristo e lo Spirito Santo, ca 1598
- Apologia contro il decreto del 3 settembre 1598 dell'Assemblea delle Province Unite dei Paesi Bassi, 1599 (con Andrew Voidovius)
- Compendio della dottrina cristiana (con Andrew Voidovius)
- Fondamenti della religione cristiana, 1604
- Note sulle Scritture
- Il beneficio di Cristo
- Controversie sulla filosofia come parte della teologia
- Metafisica
- Lettera ai Fratelli di Altdorf
- Contro gli Hutteriti
- L'obbedienza del cristiano